# Càtedres Rouse Ball
Las Càtedres Rouse Ball són dues càtedres creades a la Universitat de Cambridge el 1927 gràcies a un llegat del matemàtic i historiador Walter William Rouse Ball (1850-1925). Una d'elles és de matemàtiques i l'altra de dret anglès. Las càtedres van ser instituïdes per aquells professors que dediquessin la seva recerca o la seva docència als aspectes històrics i filosòfics de cadascuna de les dues disciplines.
Al llarg del temps, les dues càtedres han estat ocupades per il·lustres matemàtics i juristes com John Edensor Littlewood (matemàtiques: 1928-1950), Abram Besicóvitx (matemàtiques: 1950-1958), Timothy Gowers (matemàtiques: 1998-), John Griggs Thompson (matemàtiques: 1971-1993), William Wade (dret: 1978-1984), etc.